# 이지영 (신문인)
이지영은 대한민국의 중앙일보의 기자이다. 1997년 10월 KBS 최승돈 아나운서와 결혼했다. 현재 중앙일보 편집국 콘텐트제작에디터 겸 논설위원이다. 서울 성북구 안암동의 한 자택에서 살고 있다.